# Афанасьєва Софія Миколаївна
Софія Миколаївна Афана́сьєва (1876, Київ — 1933) — професійна революціонерка, соціал-демократка.

## Біографія
Народилася 1876 року в Києві. 1898 року заарештована у справі петербурзького «Союзу боротьби за визволення робітничого класу» і вислана в Харків під нагляд поліції. В 1901 році емігрувала до Німеччини. Була членом берлінської групи сприяння «Искрі». В 1902 році повернулася до Росії і ввійшла до складу київського комітету РСДРП, була пропагандистом, кореспондентом «Искри» від київської організації. 1902 року заарештована. Втекла з заслання; 1904 року емігрувала до Швейцарії. Після II з'їзду РСДРП — більшовик. Під час революції 1905—1907 років працювала в Петербурзькій організації РСДРП. Незабаром тяжко захворіла і відійшла від активної партійної роботи. Померла у 1933 році.